# Crotalaria tamboensis
Crotalaria tamboensis är en ärtväxtart som beskrevs av Rudolf Wilczek. Crotalaria tamboensis ingår i släktet sunnhampor, och familjen ärtväxter. Inga underarter finns listade i Catalogue of Life.